# 脫貧

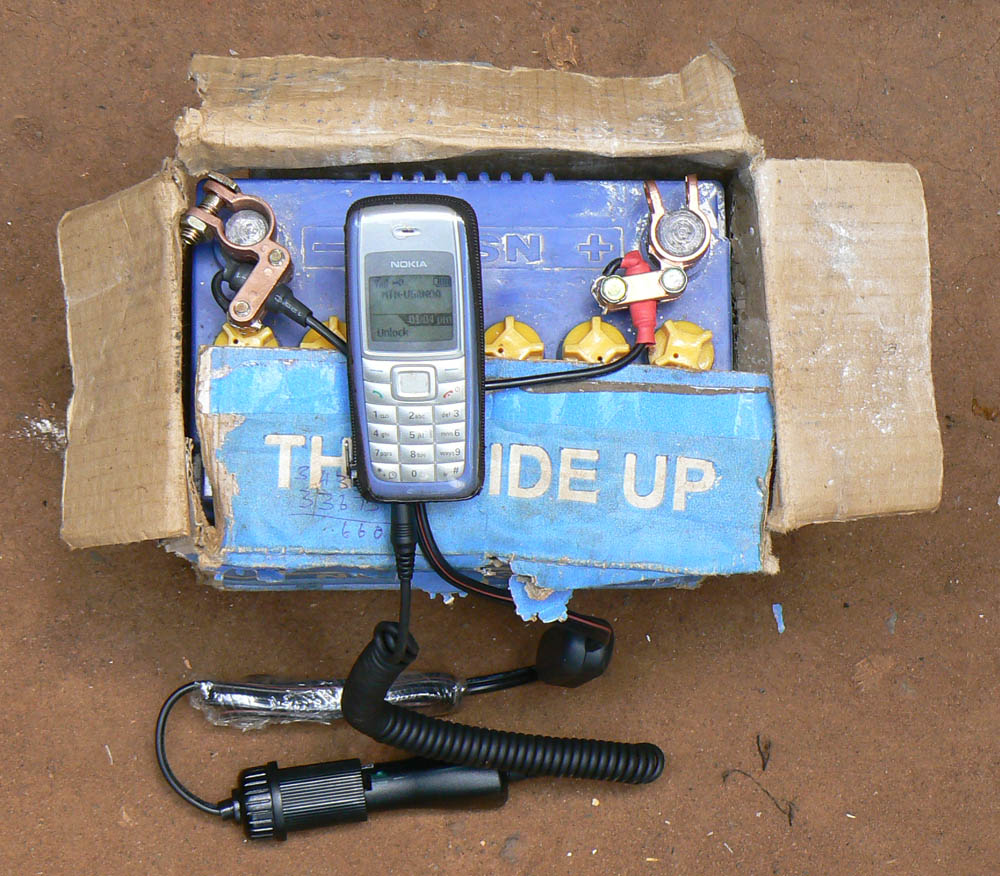
促进通信技术的發展有助于消除贫困。圖中為乌干达的一部手机正在用汽车蓄电池充電

脫貧又稱减贫或扶贫，是指各界做出的一系列旨在使人们永久擺脫貧窮的经济和人道主义措施。贫困在发展中国家和发达国家都有，但贫困在发展中国家更为普遍。这两类国家都采取了措施减少贫困，例如中華人民共和國在中共中央總書記習近平執政期間就提出了脫貧攻堅戰。